# مستعمره‌سازی ماه

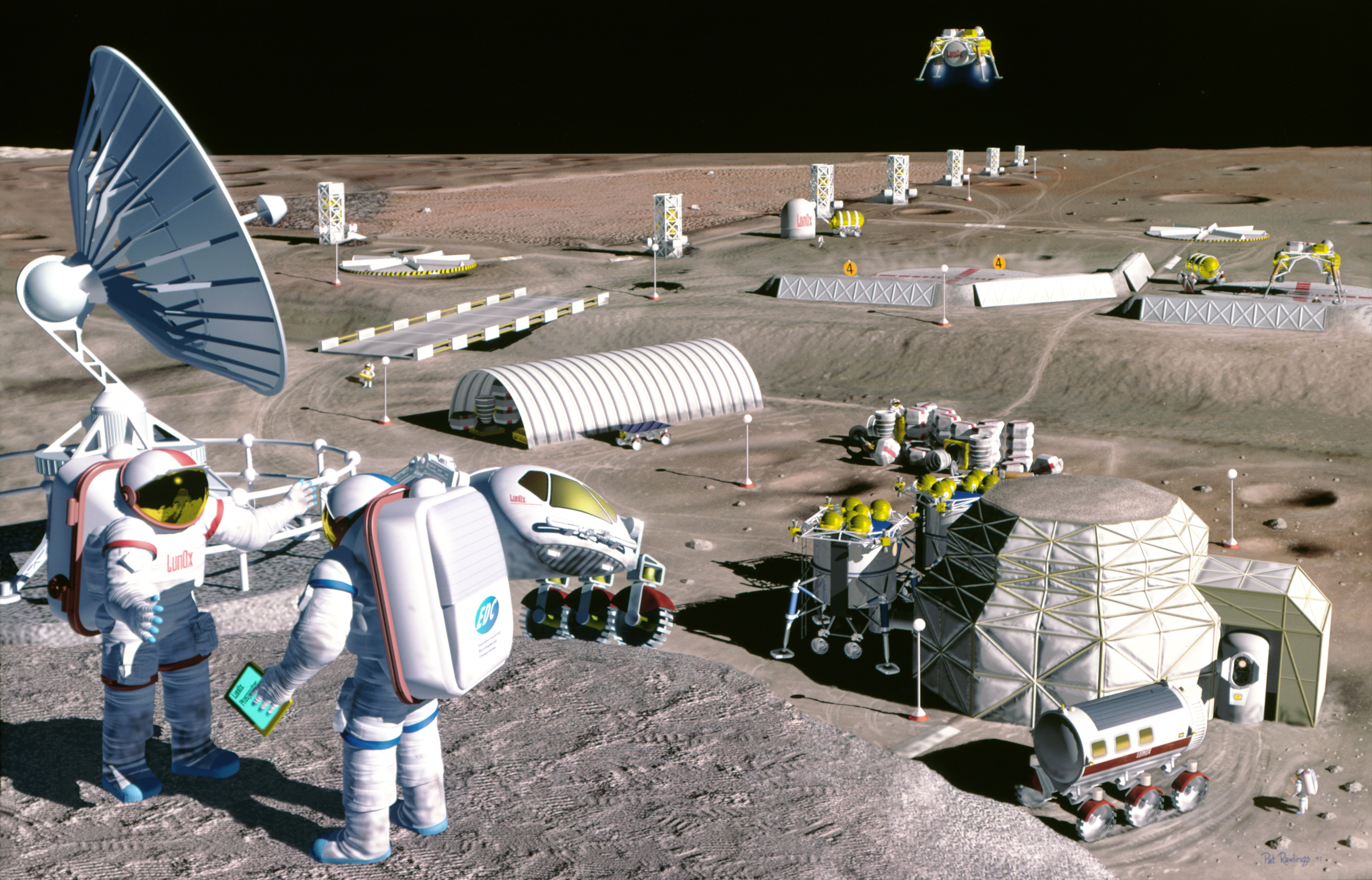
تصور ناسا از یک پایگاه بر روی ماه

مستعمره‌سازی ماه طرحی است پیشنهادی برای ساخت کوچ‌نشین‌های دائمی انسانی بر روی سطح ماه یا ارسال و ایجاد صنایع رباتیک در ماه برای اکتشاف و بهره‌برداری از منابع طبیعی آن.
هواداران اکتشافات فضایی ایجاد سکونت‌گاه‌های انسانی بر روی ماه را به عنوان یک گام منطقی در جهت گسترش جوامع انسانی در فضای فرازمینی می‌دانند.
ساخت کوچ‌نشین در قطب‌های کره ماه بهترین گزینه به نظر می‌آید زیرا با این کار از شب‌های طولانی و سرد ماه پرهیز می‌شود و از نور خورشید می‌توان بهترین استفاده را کرد.
انسان تاکنون ۷۳ مأموریت فضایی به سوی ماه انجام داده‌است.
پژوهشگران آژانس فضایی ژاپن موفق به کشف حفره‌ای گدازه‌ای در کره ماه شده‌اند که به باور آن‌ها این حفره مکانی مناسب برای ساخت اقامتگاه‌های فضایی در آینده‌ای نه چندان دور خواهد بود.
این حفره عمودی که در منطقه آتشفشانی تپه‌های ماریوس قرار گرفته‌است با لایه‌ای نازک از مواد آتشفشانی پوشیده شده و بدین‌وسیله از برخوردهای کیهانی که در ماه رواج فراوانی دارند و از آب و هوا و حرارت غیرقابل تحمل کره ماه در امان است.
هر نوع حفره گدازه‌ای در این کره می‌تواند به عنوان پناهگاهی بالقوه استفاده شود و فضانوردان را از تغییرات شدید آب و هوایی(نکته ماه جو ندارد پس تغیرات اب و هوایی هم ندارد ) و از برخوردهای کیهانی حفظ کند.
تصاویر فرستاده‌شده از کاوشگر هندی «چاندرایان یک» نشان می‌دهد که بیش از ۴۰ یخچال طبیعی در دهانه‌های قله‌های قطب شمال کره ماه وجود دارند که قطر دهانه آن‌ها از ۲ تا ۱۵ کیلومتر متغیر است.
رسانه‌های دولتی چین اعلام کردند که این کشور قصد دارد تا سال ۲۰۲۸ ربات «Chinese Super Masons» را برای ساخت پایگاه‌های ماه با استفاده از خاک ماه به فضا پرتاب کند.

## پیشینه

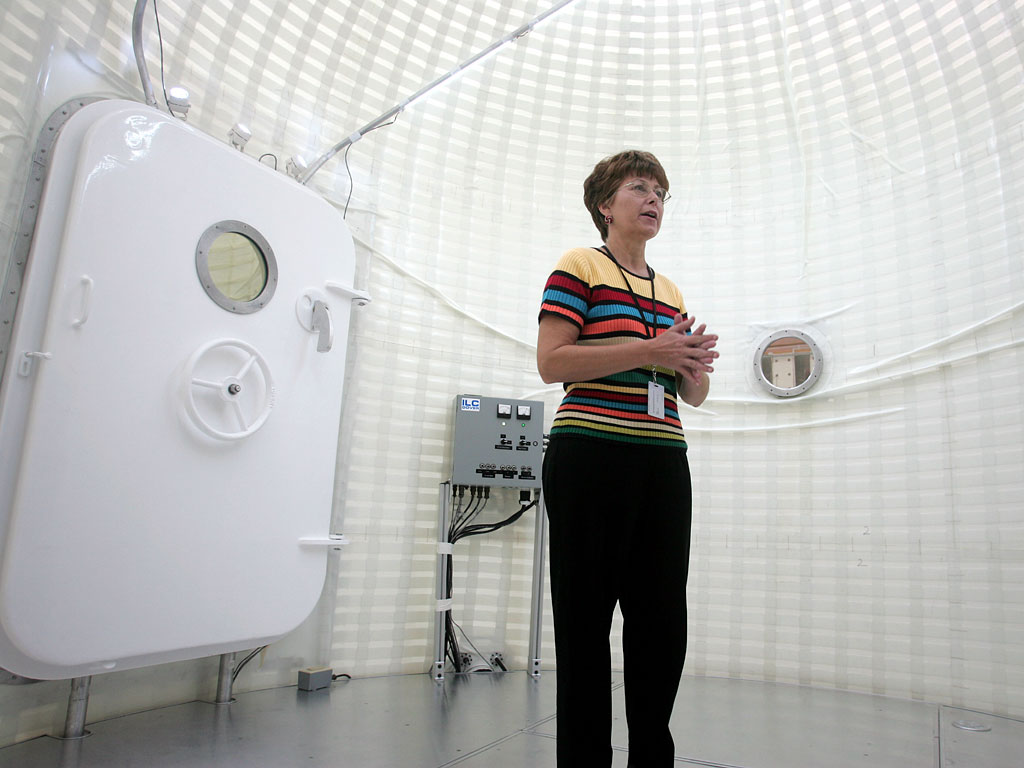
درون یک زیستگاه قمری بادشونده

برپایی اقامتگاه‌های دائمی انسانی بر سیاره‌ای به جز کرهٔ زمین یکی از موضوعات رایج در داستان‌های علمی-تخیلی بوده‌است. 
با پیشرفت فناوری و نگرانی دربارهٔ آینده انسان بر روی زمین، این استدلال که کوچ انسان به فضا هدفی دست‌یافتنی و سودمند خواهد بود با پذیرش بیشتری روبه‌رو شده‌است. به خاطر نزدیکی کره ماه به زمین این کره نامزد اصلی برای آغاز چنین کوچی در نظر گرفته شده‌است. 
اندیشه برپایی شهرک‌هایی بر روی ماه به دوران پیش از اکتشافات فضایی می‌رسد. کنستانتین تسیولکوفسکی (۱۸۵۷-۱۹۳۵) از نخستین کسانی بود که چنین اندیشه‌ای را پیش کشید. از دههٔ ۱۹۵۰ به این‌سو طرح‌ها و مفاهیمی در این پیوند از سوی دانشمندان و مهندسان و دیگران پیشنهاد شده‌است.
آرتور سی. کلارک، نویسنده سرشناس داستان‌های علمی-تخیلی، در سال ۱۹۵۴، پایگاهی انسانی را بر روی ماه پیشنهاد کرد که از محفظه‌هایی بادشدنی با هوا تشکیل شود و برای عایق‌بندی آن از گرد و غبار سطح ماه استفاده شود.
در این طرح، یک فضاپیما فضانوردان را از زمین به ماه می‌رساند و آنان محفظه‌هایی به شکل کلبه‌های اسکیموها و یک دکل رادیویی بادشدنی را بر روی ماه برپا می‌کنند.
پس از این مرحله، برپایی گنبدی بزرگ‌تر برای گسترش زیستگاه، نصب دستگاه‌های پاک‌ساز هوا که با جلبک کار می‌کنند و استقرار رآکتوری هسته‌ای برای تأمین نیرو، از گام‌های نخستین بعدی خواهند بود.
ساکنان این کوچ‌نشین قادر خواهند بود با توپ‌خانه‌های الکترومغناطیسی بار و سوخت را به سوی فضاپیماهای میان‌سیاره‌ای آینده شلیک کنند.